# نبرد نورنبرگ
نبرد نورنبرگ (انگلیسی: Battle of Nuremberg) که از آن با نام کشتار نورنبرگ هم یاد می‌شود، نامی است که به دیدار دو تیم ملی فوتبال پرتغال و هلند در مرحلهٔ یک‌هشتم نهایی جام جهانی ۲۰۰۶ داده شده‌است.
این دیدار در تاریخ ۲۵ ژوئن ۲۰۰۶ برگزار گردید و «والنتین ایوانوف» داور این مسابقه در این بازی ۴ کارت قرمز و ۱۶ کارت زرد به بازیکنان دو تیم پرتغال و هلند نشان داد.
در مجموع ۱۲ بازیکن از دوتیم (۷ بازیکن از پرتغال - ۵ بازیکن از هلند) در این دیدار با دریافت کارت مواجه شدند.
در این دیدار ۹ کارت زرد به بازیکنان پرتغال و ۷ کارت زرد به بازیکنان هلند داده شد.
۴ بازیکن از دوتیم (۲ بازیکن از پرتغال - ۲ بازیکن از هلند) با دریافت کارت زرد دوم از بازی اخراج شدند.
این مسابقه با نتیجهٔ یک بر صفر به سود پرتغال به پایان رسید. مانیش در دقیقهٔ ۲۳ گل برتری تیم پرتغال را به ثمر رساند.
پس از انجام این دیدار، سپ بلاتر رئیس وقت فیفا به والنتین ایوانوف داور این مسابقه پیشنهاد کرد با توجه به قضاوت و عملکرد ضعیف خود در طول این مسابقه، یک کارت زرد هم باید به خودش بدهد. هرچند بلاتر مدتی بعد، به طور رسمی از صحبت خود عذرخواهی کرد.